# Червонец пятнистый
Червонец пятнистый или многоглазка пятнистая (лат. Lycaena phlaeas) — дневная бабочка из семейства голубянок.

## Описание
Длина переднего крыла 12—16 мм. Передние крылья огненно-красные, с чёрными крупными почти квадратными пятнами, внешний край с широкой тёмной каймой. Задние крылья коричнево-бурые, на внешнем поле оранжевая зубчатая перевязь и нередко на ней есть голубоватые пятна. Снизу передние крылья оранжево-красные, чёрные пятна в белых каёмках, внешний край коричнево-серый. Задние крылья снизу коричневато-бурые со слабым фиолетовым оттенком и тёмными пестринками. Иногда выражен короткий хвостик. Самка отличается лишь большей величиной, а также более округлой вершиной передних крыльев.

## Ареал
Северо-западная Африка, Европа, внетропическая Азия до Японии, северо-запад Северной Америки. Обычен на всей территории Восточной Европы. На севере видимо придерживается горных районов.

## Местообитания
На севере населяет разнотравные луговинные тундры, антропогенные ландшафты, вершины сопок. В пустынной зоне местами обитания являются антропогенные ландшафты, орошаемые земли. На остальной территории заселяет различные естественные и вторичные биотопы: лесные опушки, поляны, вырубки, обочины дорог, разнотравные и суходольные луга, берега рек, пастбища, пустыри, сады, территории городов и поселков, реже — степи различных типов и сельхозугодья.
Также встречается на лугах разных типов, по берегам водотоков, в горах — по котловинам, лугово-степным склонам, лесным луговинам и до каменистых тундр включительно. На Южно-Чуйском хребте рядом со снежником на высоте 2500 м над уровнем моря.

## Биология
Развивается в 1—3 поколениях, в зависимости от широты. На севере и в средней полосе развивается обычно в двух поколениях. Лет бабочек первого поколения наблюдается с начала мая до середины июня, второго с начала июля до середины августа. В теплые годы (а на юге Восточной Европы ежегодно) с середины августа отмечены бабочки третьего поколения. Самцы защищают собственную территорию. Обыкновенный, но не массовый вид.

## Размножение
Самка откладывает по 1—2 яйца на листья, стебли или цветки кормовых растений. Яйца от бледно-серого до зеленоватого цвета, полушаровидные, с довольно крупными углублениями.
Эмбриональное развитие — около 8 дней.
Гусеница зелёная, в коротких волосках. Над ногами продольная красноватая линия. Вдоль спины подобная полоска, с обеих сторон ограниченная жёлтым. Голова красновато-коричневая. Гусеница зимует. Посещается муравьями. Кормовые растения гусениц — щавель, горец, кисличник, отмечались также душица обыкновенная, золотарник,
Polygonum bistorta, Polygonum, Rumex acetosa, Rumex acetosella, Rumex crispus, Rumex hydrolapathum, щавель длиннолистный.
Куколка желтовато-бурая или серовато-коричневая с тёмными крыловыми зачатками и широкой полосой на дорсальной стороне. Формируется под опавшими листьями или на стеблях близ основания кормовых растений. Развивается около месяца. Стадия куколки обыкновенно — 2—3 недели, в среднем развивается 10 дней.